# 戸田公園
戸田公園（とだこうえん）は、埼玉県戸田市に位置する埼玉県営の都市公園（総合公園）である。

## 概要
東西に約2.5km、南北に約300mあり、日本最大規模の人工静水コースを備えた戸田漕艇場が所在し、その一部は戸田競艇場にもなっている。公園の全域の住所が戸田市戸田公園となっている。毎年夏には戸田橋花火大会の会場となる。

## 沿革
- 1937年（昭和12年） - 戸田漕艇場の建設が始まる。
- 1940年（昭和15年） - 戸田漕艇場竣工。
- 1962年（昭和37年） - オリンピック開催に伴い、公園として整備することを都市計画決定。漕艇場拡張も行われた。
- 1964年（昭和39年）10月 - 東京オリンピック漕艇競技会場となる。
- 1964年（昭和39年）12月 - 県営公園として開設。

## アクセス
- 埼京線戸田公園駅から徒歩20分。